# Eleccions legislatives islandeses de 1979
Les eleccions legislatives islandeses de 1979 es van dur a terme el 2 i 3 de desembre d'aquest any per a escollir als membres de l'Alþingi. El més votat fou el Partit de la Independència, però fou nomenat primer ministre d'Islàndia el socialdemòcrata Benedikt Gröndal, qui va dimitir el 1980 i fou substituït per Gunnar Thoroddsen en un govern de coalició entre el Partit de la Independència i el Partit Progressista

## Resultats electorals
| Partits                 | Partits                              | Vots    | %     | Escons per cambra | Escons per cambra | Escons per cambra | Escons per cambra |
| Partits                 | Partits                              | Vots    | %     | Baixa             | +/−               | Alta              | +/−               |
| ----------------------- | ------------------------------------ | ------- | ----- | ----------------- | ----------------- | ----------------- | ----------------- |
|                         | Partit de la Independència (D)       | 43.838  | 35,42 | 14 / 40           | =                 | 7 / 20            | 1                 |
|                         | Partit Progressista (B)              | 30.861  | 24,94 | 11 / 40           | 3                 | 6 / 20            | 2                 |
|                         | Aliança Popular (G)                  | 24.401  | 19,72 | 7 / 40            | 2                 | 4 / 20            | 1                 |
|                         | Partit Socialdemòcrata (A)           | 21.580  | 17,44 | 7 / 40            | 2                 | 3 / 20            | 2                 |
|                         | Votants independents al Sud (L)      | 1.484   | 1,20  | 1 / 40            | 1                 | 0 / 20            | =                 |
|                         | Votants independents al nord-est (S) | 857     | 0,69  | 0 / 40            | Nou               | 0 / 20            | Nou               |
|                         | Lliga Comunista Revolucionària (R)   | 480     | 0,39  | 0 / 40            | =                 | 0 / 20            | =                 |
|                         | L'Altra Part (H)                     | 158     | 0,13  | 0 / 40            | Nou               | 0 / 20            | Nou               |
|                         | El Partit del Sol (Q)                | 92      | 0,07  | 0 / 40            | Nou               | 0 / 20            | Nou               |
|                         |                                      |         |       |                   |                   |                   |                   |
| Vots vàlids             | Vots vàlids                          | 123.751 | 97,50 |                   |                   |                   |                   |
| Vots blancs i nuls      | Vots blancs i nuls                   | 3.178   | 2,50  |                   |                   |                   |                   |
| Total                   | Total                                | 126.929 | 100   | 40                | =                 | 20                | =                 |
| Abstenció               | Abstenció                            | 15.144  | 10,66 |                   |                   |                   |                   |
| Inscrits / participació | Inscrits / participació              | 142.073 | 89,34 |                   |                   |                   |                   |